# راب مینکاف
راب مینکاف (انگلیسی: Rob Minkoff؛ زادهٔ ۱۱ اوت ۱۹۶۲ در پالو آلتو، کالیفرنیا) فیلمساز اهل ایالات متحده آمریکا است. وی از سال ۱۹۸۵ میلادی تاکنون مشغول فعالیت بوده است.

## فیلم‌شناسی
- شیرشاه (۱۹۹۴)
- استوارت کوچولو (۱۹۹۹)
- استوارت کوچولو ۲ (۲۰۰۲)
- عمارت متروکه (۲۰۰۳)
- پادشاهی ممنوعه (۲۰۰۸)
- کاغذ مگس‌کش (۲۰۱۱)
- آقای پیبادی و شرمن (۲۰۱۴)